# Borys Olijnyk

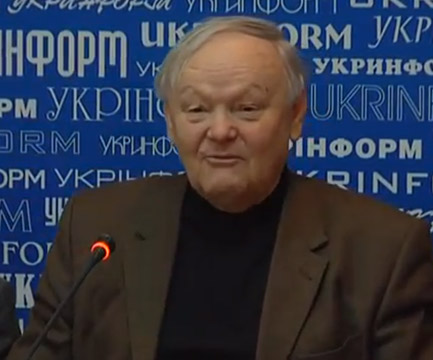
Borys Olijnyk 2012

Borys Illitsch Olijnyk (ukrainisch Борис Ілліч Олійник; * 22. Oktober 1935 in Satschepyliwka, Oblast Poltawa, Ukrainische SSR; † 30. April 2017 in Kiew, Ukraine) war ein ukrainischer Dichter, Übersetzer, Politiker und eine Person des öffentlichen Lebens. Borys Olijnyk gehörte zu den einflussreichsten ukrainischen Künstlern der zweiten Hälfte des zwanzigsten Jahrhunderts.

## Leben
Borys Olijnyk stammt aus einer bäuerlichen Familie in der Oblast Poltawa und studierte von 1953 bis 1958 an der Fakultät für Journalistik der Nationalen Taras-Schewtschenko-Universität in Kiew. 1958 war er Abteilungsleiter bei der Zeitung „Jugend der Ukraine“ und von 1962 bis 1973 war er Redakteur bei der Zeitschrift „Ранок“ (deutsch: „Morgen“). Von 1971 bis 1974 war Olijnyk stellvertretender Vorsitzender des Schriftstellerverbandes der Ukraine und von 1976 bis 1991 war er Sekretär des Schriftstellerverbandes der Ukraine und der UdSSR. Außerdem war er Mitglied des Zentralkomitees der Kommunistischen Partei und von 1980 bis 1991 Abgeordneter der Werchowna Rada der Ukrainischen SSR.
Von 1992 bis 1994 war Olijnyk unabhängiger Abgeordneter der Werchowna Rada und von 1994 bis 2006 war er für die Kommunistische Partei der Ukraine Abgeordneter im ukrainischen Parlament. Mit dem Wahlblock Borys Olijnyk und Mychajlo Syrota trat er auf Listenplatz 1 bei der Parlamentswahl in der Ukraine 2006 an, scheiterte jedoch an der 3%-Hürde.
Olijnyk ist Autor von mehr als 40 Büchern, Mitglied der Nationalen Akademie der Wissenschaften der Ukraine, Ehrenmitglied der Nationalen Akademie der Künste der Ukraine, Vorstandsmitglied des Nationalen Ethnographenverbandes der Ukraine НСКУ, Präsident der ukrainischen Kulturstiftung und Vorsitzender des Ausschusses für den Nationalpreis der Ukraine.
Borys Olijnyk war verheiratet und Vater eines Sohnes.
Er starb am 30. April 2017 um 11:45 Uhr 81-jährig nach langer, schwerer Krankheit in Kiew und wird dort am 3. Mai 2017 auf dem Baikowe-Friedhof beerdigt.

## Werke
Olijnyk schrieb mehr als 40 Bücher mit Gedichten, Essays und Artikeln in ukrainischer Sprache, von denen viele in andere Sprachen übersetzt wurden. Zu seinen bekanntesten Werken zählen folgende Sammlungen von lyrischen Gedichten:
Stal sahartowujut kowali/ Сталь загартовують ковалі, Widlunnja/ Відлуння, Stoiu na semli/ Стою на землі, Saklynannja wohnju/ Заклинання вогню, U dserkali slowa/ У дзеркалі слова, Mira/ Міра und Schljach/ Шлях.
Veröffentlichung – ukrainisch / ukrainisch transkribiert
- 1959 – За Північним Дінцем / Sa Piwnitschnym Dinzem
- 1962 – Б'ють у крицю ковалі / B'jut u kryzju kowali
- 1962 – Двадцятий вал / Dwadzjatyj wal
- 1964 – Вибір / Wybir
- 1965 – Гонг / Honh
- 1965 – Поезії / Poesiji
- 1968 – Коло / Kolo
- 1970 – Відлуння / Widlunnja
- 1972 – На лінії тиші / Na liniji tyschi
- 1973 – Рух / Ruch
- 1973 – Стою на землі / Stoiu na semli
- 1974 – Ми знаємо для чого жить / My snajemo dlja tschoho schyt
- 1975 – Гора / Hora
- 1976 – Істина / Istyna
- 1976 – Кредо / Kredo
- 1978 – Заклинання вогню / Saklynannja wohnju
- 1979 – Сива ластівка / Sywa lastiwka
- 1981 – У дзеркалі слова / U dserkali slowa
- 1981 – Доля / Dolja
- 1982 – Дума про місто, Крило / Duma pro misto, Krylo
- 1983 – Планета поезія / Planeta poesija
- 1983 – Поеми / Poemy
- 1984 – Міра / Mira
- 1986 – Поезії / Poesiji
- 1987 – Трубить Трубіж / Trubyt Trubisch
- 1989 – Поворотний круг / Poworotnyj kruh
- 1990 – Криниці моралі та духовна посуха / Krynyzi morali ta duchowna possucha
- 1993 – Відступник, або Два роки в Кремлі / Widstupnyk, abo Dwa roky w Kremli
- 1995 – Шлях / Schljach
- 1995 – Сатанізація сербів, кому вона потрібна? / Satanisazija serbiw, komu wona potribna?
- 1999 – Біла мелодія / Bila melodija
- 1999 – Жорстока правда / Schorstoka prawda
- 1999 – Хто наступний? / Chto nastupnyj?
- 2000 – Таємна вечеря / Tajemna wetscherja
- 2001 – Знак / Snak

## Ehrungen
Borys Olijnyk erhielt zahlreiche Ehrungen. Darunter:
- Orden der Oktoberrevolution[4]
- Orden der Völkerfreundschaft[4]
- 1975 Staatspreis der UdSSR[9]
- 1983 Staatspreis der Ukraine[4]
- 1995 Orden des Fürsten Jaroslaw des Weisen 5. Klasse[4]
- 1999 Orden des Fürsten Jaroslaw des Weisen 4. Klasse[4]
- 2002 Ehrenbürger von Kiew[10]
- 2005 Held der Ukraine[4]
- 2009 ukrainischer Orden der Freiheit[4]
- 2009 Ehrendoktor der Nationalen Taras-Schewtschenko-Universität Kiew[2]
- 2012 Orden des Fürsten Jaroslaw des Weisen 3. Klasse[4]